# Mimozotale flavolineata
Mimozotale flavolineata är en skalbaggsart som beskrevs av Stefan von Breuning 1951. Mimozotale flavolineata ingår i släktet Mimozotale och familjen långhorningar. Inga underarter finns listade i Catalogue of Life.